# عبد العزيز بن محمد بن عياف آل مقرن
الأمير الدكتور عبد العزيز بن محمد بن عياف آل مقرن ولد بالرِّياض في 1378هـ / 1959م
المستشار الخاص لخادم الحرمين الشريفين الملك سلمان بن عبدالعزيز آل سعود، ونائب وزير الداخلية من 8 مايو 2025م، ونائب وزير الحرس الوطني سابقا.
أمين منطقة الرياض الأسبق 1418 – 1433 هـ (1997 – 2013م) أمانة منطقة الرياض.
ورئيس مجلس إدارة جمعيَّة الملك سلمان للإسكان الخيري، ونائب رئيس مجلس أمناء مؤسَّسة الرِّياض للعلوم، ورئيس مجلس أمناء جامعة الأمير سلطان، ونائب رئيس مجلس الإدارة ورئيس اللجنة التنفيذيَّة، جمعية البر بمدينة الرِّياض، ورئيس مجلس إدارة جائزة الأمير عبد العزيز بن عياف لأنسنة المدن جامعة الملك سعود، حصل على درجة الدكتوراه في التخطيط العمراني من جامعة بنسلفانيا، وتولى رئاسة قسم التخطيط العمراني بكلية العمارة والتخطيط في جامعة الملك سعود.

## مؤهلات علمية
- بكالـوريـوس في العمارة، كلية الهندسة، جامعة الملك سعود 1401هـ (1981م).
- ماجستير في العمارة، جامعة بنسلفانيا، فيلاديلفيا، الولايات المتحدة الأمريكيَّة 1405هـ (1985م).
- ماجستير في التخطيط العمراني، جامعة بنسلفانيا، فيلاديلفيا، الولايات المتحدة الأمريكيَّة 1407هـ (1987م).
- دكتوراه في التخطيط العمراني، جامعة بنسلفانيا، فيلاديلفيا، الولايات المتحدة الأمريكيَّة 1412هـ (1992م).

## الاهتمامات المتخصِّصة
الإدارة المحليَّة، إدارة المدن وأنسنتها، المركزيَّة واللاَّمركزيَّة في التنمية، العمران والعمارة السَّلمانيَّة.

## المهام الحاليَّة
- المستشار الخاص لخادم الحرمين الشريفين الملك سلمان بن عبدالعزيز آل سعود من 15 مايو 2024م.[11]
- نائب وزير الداخلية (مكلف) من 8 مايو 2025م.[12]
- رئيس مجلس إدارة جمعيَّة الملك سلمان للإسكان الخيري (2018 – حتى الآن).
- نائب رئيس مجلس أمناء مؤسَّسة الرِّياض للعلوم (1998 – حتى الآن).
- رئيس مجلس أمناء جامعة الأمير سلطان (1999 – حتى الآن).
- نائب رئيس مجلس الإدارة ورئيس اللجنة التنفيذيَّة، جمعية البر بمدينة الرِّياض (2019 – حتى الآن).
- رئيس مجلس إدارة جائزة الأمير عبد العزيز بن عياف لأنسنة المدن جامعة الملك سعود (2017 – حتى الآن).

## عضوية الهيئات والشركات
- مشروع مدينة نيوم (2016 – 2019م).
- مشروع القدِّيَّة (2017 – 2020م).
- شركة تطوير وسط مدينة الرِّياض (2017 - 2021م).
- مشروع المربع الجديد (2017 – 2022م).
- هيئة تطوير بوابة الدِّرعيَّة (2017 – حتى الآن).
- شركة بوابة الدرعية (2022 _ حتى الآن).
- شركة روشن (2017 – حتى الآن).

## المهام الـسَّـابقة
- أمين منطقة الرياض 1418 - 1433هـ (1997م - 2012م).
- المسؤول المكلَّف من خادم الحرمين الشريفين الملك سلمان بن عبد العزيز أمير منطقة الرياض آنذاك، عن تأسيس جامعة الأمير سلطان.
- عضو اللجنة العليا للاحتفال بمرور مائة عام على تأسيس المملكة.
- أمين عام الهيئة العليا لتطوير مدينة الرِّياض.
- رئيس مجلس إدارة شركة الرِّياض للتعمير.
- رئيس مجلس المديرين، الشَّركة السعوديَّة لمركز المعيقليَّة (الرِّياض القابضة).
- رئيس المجلس البلدي لمدينة الرِّياض.
- رئيس مجلس التنمية السياحيَّة لمنطقة الرِّياض.
- المشرف العام على المجلس التنسيقي الأعلى للجمعيَّات الخيريَّة بمدينة الرِّياض.
- عضو مجلس منطقة الرِّياض.
- عضو الهيئة الاستشاريَّة العليا لمنظمة المدن العربيَّة.
- رئيس قسم التخطيط العمراني، كلية العمارة والتخطيط جامعة الملك سعود 1415-1417هـ (1995-1997م).
- كُلف نائباً وزير الحرس الوطني من 15 مايو 2024م.[4]

## الأوسمة والجوائز
- وسام الملك عبد العزيز عام 1420هـ (2000م).[13]
- جائزة الملك عبد الله الثَّاني بن الحسين للإبداع (الرياض صديقة للمشاة) 1427هـ (2007م).
- جائزة محمد بن راشد آل مكتوم للشخصيَّة الإداريَّة العربيَّة المتميِّزة 1424هـ (2004م).
- جائزة أفضل أمين مدينة عربيَّة 1430هـ (2009م).
- جائزة التميُّز للشخصيَّات التنفيذيَّة من معهد جائزة الشَّرق الأوسط للتميُّز 1432هـ (2011م).

## الكتابات
- كتاب «تعزيز البعد الإنساني في العمل البلدي- الرِّياض أنموذجاً». بالعربية 1436ه (2015م)، والإنجليزيَّة 1438هـ (2017م).[14]
- كتاب «الإدارة المحلية والقطاع البلدي التحديات والفرص- الرِّياض أنموذجاً». بالعربيَّة 1442هــ (2021م)، والإنجليزيَّة 1444ه (2022م).[15]
- كتاب «سد الفجوة بين النظرية والتطبيق المركزيَّة واللَّامركزيَّة في نظام التخطيط القطاع البلدي السعودي». بالعربيَّة 1444هـ (2023م).
- مقالات متخصِّصة عن الإدارة المحليَّة وريادة الملك سلمان بن عبد العزيز في التنمية والإدارة المحليَّة، وعمران مدينة الرِّياض وأنسنتها، والعمارة السَّلمانيَّة.

## الحالة الاجتماعية
- والدته الاميرة شيخه بنت عبد الرحمن الهزاني.
- زوجته الأميرة هند بنت حسن بن عبد الله آل الشيخ.

### الأبناء
- الأمير فيصل بن عبد العزيز بن عيَّاف، أمين منطقة الرياض.[16]
- الأمير نواف بن عبد العزيز بن عيَّاف
- الأمير سلمان بن عبد العزيز بن عيَّاف

### البنات
- الأميرة سارة بنت عبد العزيز بن عيَّاف
- الأميرة نوف بنت عبد العزيز بن عيَّاف
- الأميرة شيخة بنت عبد العزيز بن عيَّاف